# Operace Eged

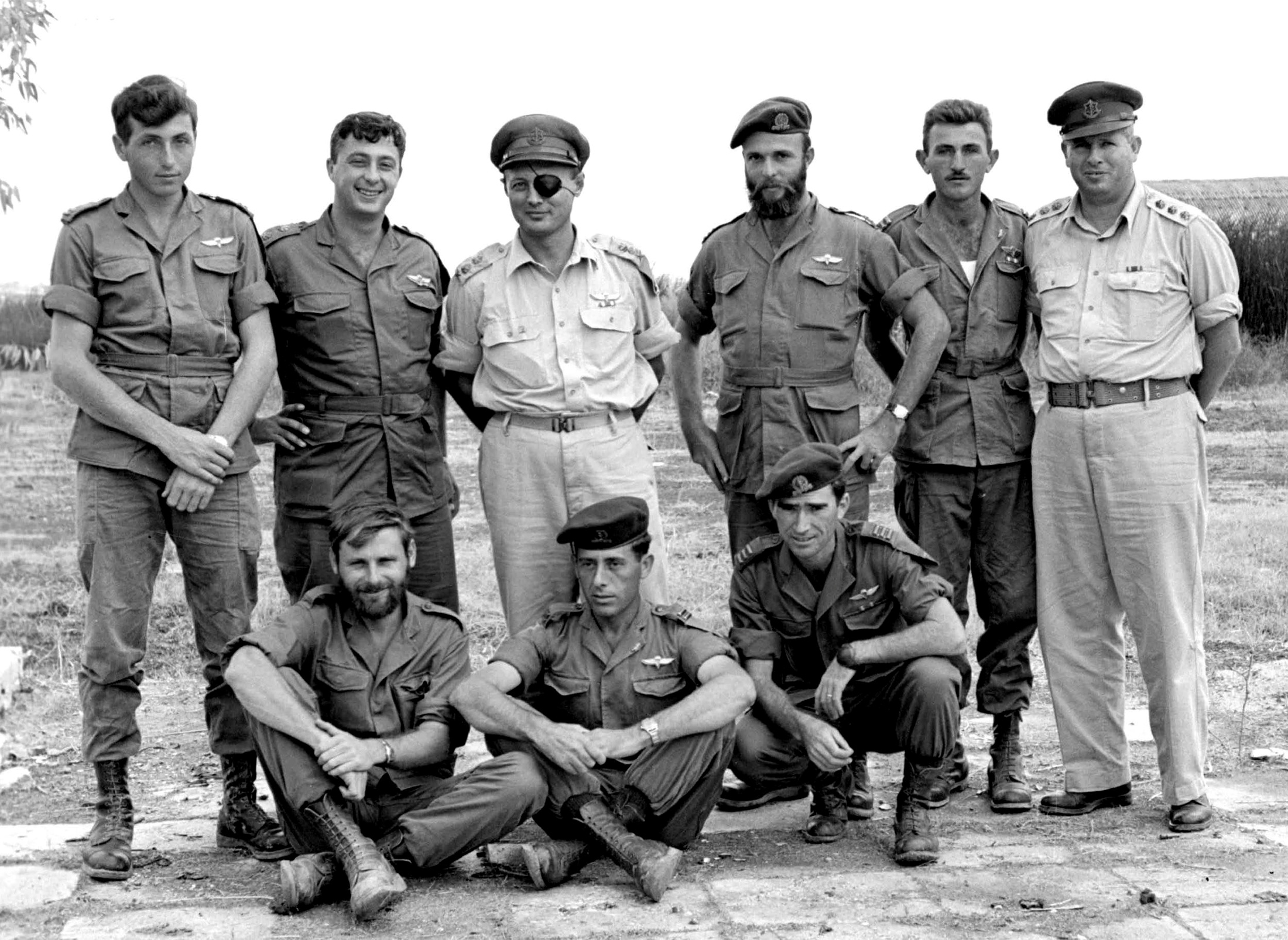
Vojáci výsadkářské brigády, jejich velitel Ariel Šaron (horní řada, druhý zleva), náčelník generálního štábu Moše Dajan (horní řada, třetí zleva), velitel severního velitelství Asaf Simchoni (horní řada, první zprava) po operaci Eged, listopad 1955

Operace Eged (hebrejsky מִבְצָע אֶגֶד‎, mivca Eged), též známá jako Kuntilská operace, byla izraelská odvetná vojenská operace, provedená v noci z 28. na 29. října 1955, jejímž cílem bylo egyptské vojenské stanoviště Kuntila v severovýchodní části Sinajského poloostrova. Operace byla úspěšná a vedla ke zničení stanoviště. Při útoku zemřelo dvanáct egyptských vojáků a dalších dvacet devět jich bylo zajato. Na izraelské straně si vyžádala dva mrtvé.

## Pozadí
Dne 26. října 1955 zaútočily egyptské jednotky na malé izraelské stanoviště, nacházející se u jižní části demilitarizované zóny Nicana/El-Auja u egyptko-izraelské hranice. Při útoku zahynul izraelský voják a dva další byli zajati. Další jednotky obsadily demilitarizovanou zónu v poblíž El-Sabcha a část z nich pronikla jeden kilometr do izraelského vnitrozemí a obsadila strategicky významný kopec.

## Operace
Náčelník generálního štábu izraelské armády Moše Dajan schválil okamžitou odvetnou akci, avšak v jiném sektoru společné hranice. Jejím cílem se stalo egyptské vojenské stanoviště poblíž Kuntily, zhruba 160 kilometrů jižně od demilitarizované zóny. V noci z 28. na 29. října 1955 zaútočilo na stanoviště dvě stě výsadkářů pod vedením Ariela Šarona, přičemž zabilo dvanáct egyptských vojáků a dalších dvacet devět zajalo. Stanoviště následně srovnali se zemí. Při útoku padli dva izraelští vojáci, Ja'akov Mizrachi a Amnon Abukaj. Oba byli posmrtně vyznamenání (Mizrachi medailí Za hrdinství, Abukaj medailí Za odvahu).

## Poté
Účelem operace Eged bylo odvést pozornost od hlavního izraelského útoku na egyptské pozice u El-Sabchy, což se povedlo. V noci z 2. na 3. listopadu Izrael spustil operaci Vulkán. Izraelští výsadkáři podpoření pěchotou z brigády Golani a Nachal postavení zničili, při střetu padlo osmdesát jedna egyptských vojáků a dalších padesát pět bylo zajato. Po této operaci již k dalším egyptským útokům na demilitarizovanou zónu nedocházelo.